# CHAGE BEST SONGS/PROLOGUE
『CHAGE BEST SONGS/PROLOGUE』（チャゲ・ベスト・ソングス・プロローグ）は、CHAGE（現：Chage）のベスト・アルバム。1998年6月10日に発売された。発売元は東芝EMI。

## 解説
CHAGEのデビュー19年目にして初のソロ活動開始を受けて発売されたベスト・アルバム。
3月には中国などアジア向けにベスト・アルバム『恰克 CHAGE精選集』を発売している。
収録曲はCHAGE&ASKA名義の楽曲とMULTI MAX名義の楽曲で構成されている。
6月22日には、日本武道館でコンサート『CHAGE "大いに唄う" in 武道館』を開催した。
長らく廃盤となっていたが、2018年2月28日に、Blu-spec CD2仕様でヤマハミュージックコミュニケーションズより再発売された。

## 収録曲
| #         | タイトル               | 作詞            | 作曲            | 編曲                 | アーティスト | 時間  |
| --------- | ---------------------- | --------------- | --------------- | -------------------- | ------------ | ----- |
| 1.        | 「Windy Road」         | 澤地隆          | CHAGE           | 村上啓介             | MULTI MAX    | 7:09  |
| 2.        | 「勇気の言葉」         | 澤地隆          | CHAGE、村上啓介 | 村上啓介             | MULTI MAX    | 5:17  |
| 3.        | 「Love」               | 青木せい子      | CHAGE           | 村上啓介             | MULTI MAX    | 4:51  |
| 4.        | 「Reason」             | 澤地隆          | CHAGE           | 十川知司             | CHAGE&ASKA   | 4:53  |
| 5.        | 「Mr.Liverpool」       | CHAGE           | 村上啓介        | 村上啓介             | MULTI MAX    | 5:10  |
| 6.        | 「終章（エピローグ）」 | CHAGE、田北憲次 | CHAGE           | 服部克久             | CHAGE&ASKA   | 5:36  |
| 7.        | 「NとLの野球帽」       | CHAGE           | CHAGE           | 重実徹               | CHAGE&ASKA   | 6:03  |
| 8.        | 「告白」               | 青木せい子      | CHAGE           | 十川知司             | CHAGE&ASKA   | 5:46  |
| 9.        | 「ベンチ」             | CHAGE           | CHAGE           | 十川知司             | CHAGE&ASKA   | 5:10  |
| 10.       | 「月が言い訳をしてる」 | CHAGE           | CHAGE、村上啓介 | 村上啓介             | MULTI MAX    | 6:44  |
| 11.       | 「Some Day」           | 澤地隆          | CHAGE           | 村上啓介、BLACK EYES | CHAGE&ASKA   | 5:59  |
| 12.       | 「夢を見ましょうか」   | CHAGE           | CHAGE           | 平野孝幸             | CHAGE&ASKA   | 4:32  |
| 合計時間: | 合計時間:              | 合計時間:       | 合計時間:       | 合計時間:            | 合計時間:    | 67:10 |

## 楽曲解説
1. Windy Road
MULTI MAXとして1991年4月12日に発売した2ndシングル。
本作に収録されているのは、1992年12月2日発売のベストアルバム『MAX TOOL VOL.1』に収録されているバージョン。
2. 勇気の言葉
MULTI MAXとして1993年4月7日に発売した5thシングル。
3. Love
MULTI MAXとして1991年11月6日に発売した3rdシングル。
4. Reason
CHAGE&ASKAとして1990年8月29日に発売した13thアルバム『SEE YA』収録曲。
5. Mr.Liverpool
MULTI MAXとして1996年11月7日に発売した7thシングル「どうだい」カップリング曲。
6. 終章（エピローグ）
CHAGE&ASKAとして1980年4月25日に発売した1stアルバム『風舞』収録曲。
本作に収録されているのは、1989年8月25日に発売した12thアルバム『PRIDE』に収録しているセルフカバーから、「追想の主題」がカットされたバージョン。
7. NとLの野球帽
CHAGE&ASKAとして1996年2月19日に発売した38thシングル「river」カップリング曲。
8. 告白
CHAGE&ASKAとして1991年7月24日に発売した27thシングル「SAY YES」カップリング曲。
アルバム初収録。
9. ベンチ
CHAGE&ASKAとして1995年に発売した17thアルバム『Code Name.1 Brother Sun』収録曲。
10. 月が言い訳をしてる
MULTI MAXとして1994年11月16日に発売した4thアルバム『Well,Well,Well』収録曲。
11. Some Day
CHAGE&ASKAとして1991年1月30日に発売した26thシングル「太陽と埃の中で」カップリング曲。
CONCERT TOUR '90-'91 "SEE YA!!" からのライブ音源。
このバージョンはアルバム初収録。
原曲はMULTI MAXとして1989年10月21日に発売した1stシングル。
12. 夢を見ましょうか
CHAGE&ASKAとして1983年6月29日に発売した4thアルバム『CHAGE&ASUKA IV -21世紀-』収録曲。